# Kiemejsze
Kiemejsze (biał. Кемейшы; ros. Кемейши) – wieś na Białorusi, w obwodzie grodzieńskim, w rejonie werenowskim, w sielsowiecie Raduń.
W XIX w. okolica szlachecka zamieszkała przez Tatarów wyznających islam. W dwudziestoleciu międzywojennym leżały w Polsce, w województwie nowogródzkim, w powiecie lidzkim, w gminie Raduń. Po II wojnie światowej w granicach Związku Sowieckiego. Od 1991 w niepodległej Białorusi.
W Kiemejszach urodził się Maciej Sulkiewicz - generał-porucznik armii rosyjskiej i premier Krymskiej Republiki Ludowej.